# Province e territori del Pakistan per indice di sviluppo umano
Questa è una lista delle Province e territori del Pakistan per indice di sviluppo umano 2019.

Mappa del Pakistan secondo HDI 2018
0.650 to 0.700
0.600 to 0.649
0.550 to 0.599
0.500 to 0.549
0.450 to 0.499

     0.650 to 0.700
     0.600 to 0.649
     0.550 to 0.599
     0.500 to 0.549
     0.450 to 0.499
| Pos.                     | Regione                                  | HDI (2019)               | Variazione anno precedente | Comparabile con          |
| Medium human development | Medium human development                 | Medium human development | Medium human development   | Medium human development |
| ------------------------ | ---------------------------------------- | ------------------------ | -------------------------- | ------------------------ |
| 1                        | Territorio della capitale Islamabad      | 0.677                    | 0.007                      | Iraq                     |
| 2                        | Azad Kashmir                             | 0.612                    | 0.007                      | Laos                     |
| 3                        | Gilgit Baltistan                         | 0.592                    | 0.007                      | Guinea Equatoriale       |
| 4                        | Punjab                                   | 0.564                    | 0.006                      | Camerun                  |
| –                        | Pakistan (media)                         | 0.558                    | 0.006                      | Papua Nuova Guinea       |
| Low human development    |                                          |                          |                            |                          |
| 5                        | Sindh                                    | 0.532                    | 0.006                      | Tanzania                 |
| 6                        | Khyber Pakhtunkhwa                       | 0.527                    | 0.006                      | Lesotho                  |
| 7                        | Belucistan (Pakistan)                    | 0.475                    | 0.006                      | Guinea                   |
| 8                        | Aree tribali di amministrazione federale | 0.465                    | 0.006                      | Yemen                    |

## Trend secondo UNDP report (international HDI)
Human Development Index (metodo ONU) dal 1990.
| Unit                                     | HDI 1990 | HDI 1995 | HDI 2000 | HDI 2005 | HDI 2010 | HDI 2015 | HDI 2019 |
| ---------------------------------------- | -------- | -------- | -------- | -------- | -------- | -------- | -------- |
| Azad Kashmir                             | 0.467    | 0.502    | 0.532    | 0.583    | 0.606    | 0.606    | 0.612    |
| Belucistan (Pakistan)                    | 0.382    | 0.405    | 0.424    | 0.459    | 0.454    | 0.455    | 0.475    |
| Aree tribali di amministrazione federale | 0.377    | 0.398    | 0.416    | 0.449    | 0.464    | 0.460    | 0.465    |
| Gilgit-Baltistan                         | 0.424    | 0.449    | 0.469    | 0.505    | 0.522    | 0.553    | 0.592    |
| Islamabad (ICT)                          | 0.508    | 0.540    | 0.568    | 0.619    | 0.682    | 0.690    | 0.677    |
| Khyber Pakhtunkhwa                       | 0.395    | 0.418    | 0.437    | 0.472    | 0.503    | 0.516    | 0.527    |
| Punjab (Pakistan)                        | 0.391    | 0.414    | 0.433    | 0.469    | 0.510    | 0.542    | 0.564    |
| Sindh                                    | 0.388    | 0.412    | 0.433    | 0.472    | 0.505    | 0.522    | 0.532    |
| Pakistan                                 | 0.402    | 0.427    | 0.448    | 0.486    | 0.513    | 0.536    | 0.558    |